# Chefferie cajamarca
Ier millénaire – 1450
1450 – XVIIe siècle
Entités suivantes :
- Empire inca

La chefferie cajamarca, également appelée curacazgo cajamarca et llaqta cajamarca, est une structure macro-ethnique socio-politique de l'Amérique précolombienne qui couvre les montagnes des Andes centrales, voisines de l'Empire chimú; une « grande chefferie » composée de sept « petites chefferies », composées de plusieurs ayllus,,.
La nation cajamarca est alliée à l'État chimú, un empire expansionniste couvrant la côte andine de Tumbes à Carabayllo. Au XVe siècle, le pouvoir inca en expansion de Cuzco atteint l'unité macro-ethnique cajamarca, gouvernée selon la tradition locale par le souverain Concacax, déclenchant un conflit avec l'État chimú de Chanchan. L'organisation administrative de la chefferie cajamarca, transformée en province (« huamaní ») de l'Empire inca, est à la fois fondée sur des principes monistes et dualistes.
La zone sous domination cajamarca est dominée par des styles artistiques similaires à ceux de Chavín durant le premier millénaire après J. C., notamment le style des sites archéologies de Kuntur Wasi et Pacopampa. Cependant, à partir du IIIe siècle au XVe siècle, durant les périodes de l'horizon moyen et de l'intermédiaire tardive dans les Andes, la culture cajamarca atteint un meilleur niveau artisanal et forme un style original.
Cette culture andine tient des caractéristiques singulières. Les cajamarcas développent du textile, de la métallurgie et de la céramique; le style céramique étant très sophistiqué et propre à la région. La culture cajamarca pratique l'agriculture et le commerce (troque), et des traits indiquent des relations acec les peuples de la côte et d'autres régions étrangères. La société est dotée de sa propre langue, le culli, parlé également dans la nation Huamachuco, duquel ont été conservés soixante-deux mots.

## Organisation
La chefferie cajamarca est, à diverses époques, soit une monarchie gouvernée par un hatun kuraka, ou souverain, suprême, soit une diarchie co-gouvernée par deux chefs, le cacique principal et la « seconde personne ». À la mort du kuraka (chef) principal, le co-kuraka prend le pouvoir.
La capitale est, à l'époque pré-inca, Guzmango, au sud-ouest du territoire, et à partir de l'époque inca, le centre administrative de Cajamarca, construit à cette fin au centre de la nation. Le souverain de la macro-ethnie, du rang de « curaca principal des sept guarangas [sous-chefferies] de Cajamarca », porte le titre de « Guzmango Capac »,. Le Guzmango Capac est un chef de la sous-chefferie (guaranga) dominante subordonnatrice de Guzmango, élu par les chefs des groupes de parenté communaux, appelées ayllus ou pachacas, et légitimé par le rituel de possession, dans lequel le kuraka est porté sur une litière (tiana) tandis que les chefs subordonnés pratiquent la mocha, un rite symbolisant la reconnaissance de la légitimité souveraine,.

### Divisions géographiques
À l'époque coloniale, la nation cajamarca est décrite comme étant dotée de deux divisions socio-territoriales, communes dans les Andes centrales, une division entre une moitié Hanan Saya (« moitié du haut ») et une moitié Hurin Saya (« moitié du bas »), qui détermine le statut des « petites chefferies », et une division entre le centre de la province, où se situe la capitale inca, et le périphérique. Cependant, la sporadique structure diarchique de la chefferie n'implique pas les moitiés Hanan et Hurin, comme dans d'autres régions des Andes, puisque les co-souverains sont originaires de la sous-chefferie de Guzmango, située dans la moitié Hanansaya, et les divisions sont potentiellement une innovation incaïque.

### Structures socio-politiques internes
Les structures étatiques andines sont des échafaudages de chefferies organisées pyramidalement et segmentairement, et les « grandes chefferies » sont composées de groupes de « petites chefferies » sous la domination de l'une d'entre elles, qui sont des confédérations de groupes de parenté communaux (ayllus),,.

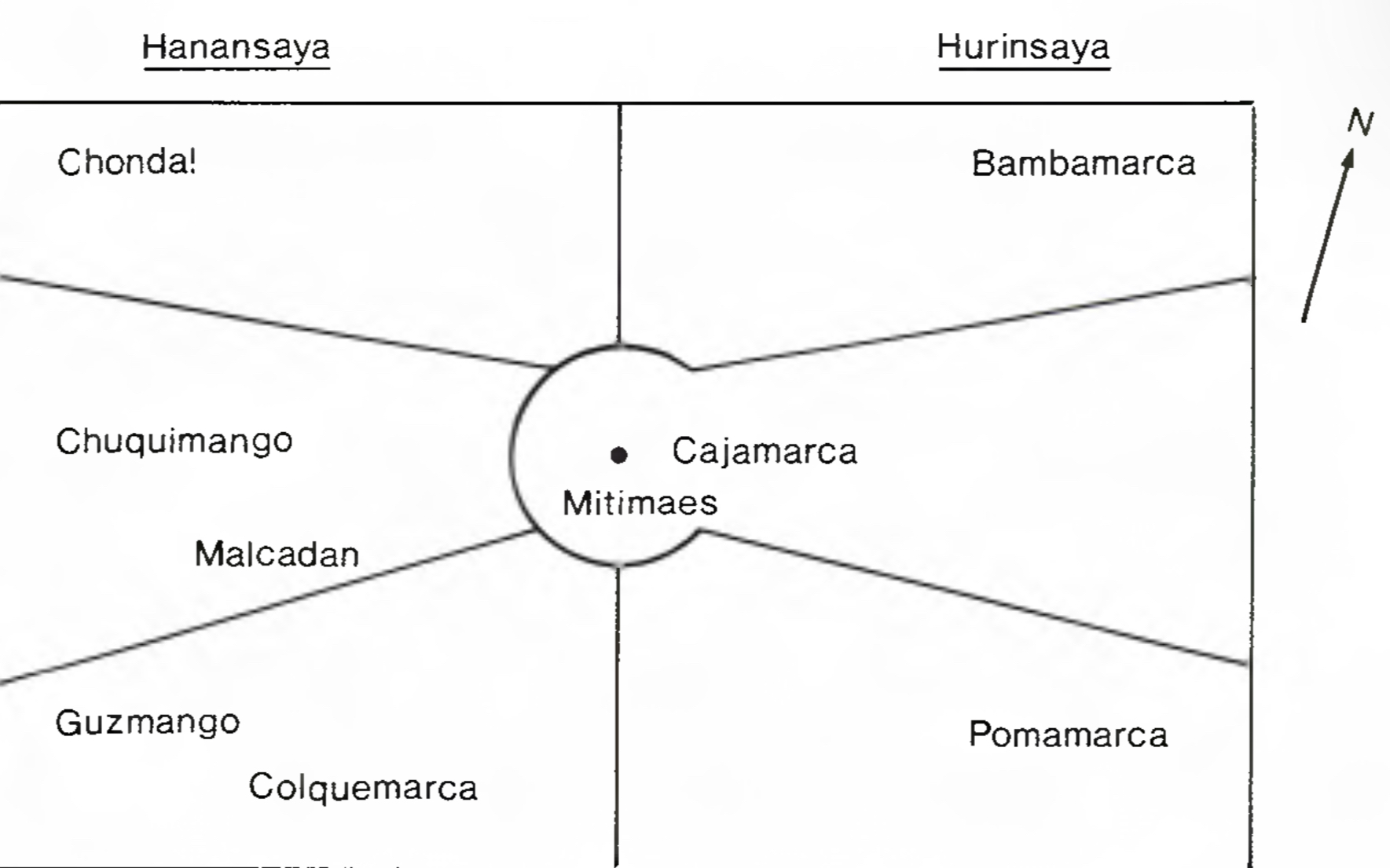
Les guarangas de la chefferie cajamarca, et l'opposition entre Hanan et Hurin et le centre de la province et les régions périphériques.

Les sous-chefferies de la grande chefferie cajamarca, dotées d'une dimension décimale, sont des unités d'environ 1000 familles, appelées guaranga, tandis que les deux moitiés (Hanan et Hurin) du territoire sont des hunu (unités de 10.000 familles); ils sont sept: la sous-chefferie subordinatrice Guzmango, et les chefferies subordonnées de Chuquimango, Mitimae (une guaranga de colons incas) et Chondal, dans la moitié Hanan, et Cajamarca, Pomamarca, et Bambamarca dans la moitié Hurin. De plus, il existe une concentration du pouvoir dans la capitale provinciale inca de Cajamarca - qui est partagée entre la chefferie Hanan (supérieure) Mitimae et la chefferie Hurin (inférieure) Cajamarca - située au centre du territoire par opposition aux guarangas périphériques.